# 蔡勳雄
蔡勳雄（1941年6月23日—），臺灣彰化縣人，其母親為彰化縣二水人，為二二八事件領導人之一—陳篡地的姪女，中華民國政治人物。

## 簡介
李登輝擔任中華民國總統時，蔡勳雄曾任連戰內閣及蕭萬長內閣的行政院環境保護署署長。
2008年5月20日，馬英九政府上台，蔡勳雄被任命為劉兆玄內閣的政務委員兼任台灣省政府主席、行政院中服中心、南服中心、東服中心主任。
2009年9月10日，劉兆玄內閣因八八水災事件下台，蔡勳雄改任政務委員兼任經建會主委以及行政院中服中心、南服中心、東服中心的主任。2010年2月25日起，蔡勳雄免兼政務委員及行政院中服中心、南服中心、東服中心主任，專任經建會主委，2010年5月19日，轉任財團法人中興工程顧問社擔任董事長。
| 中華民國政府職務 | 中華民國政府職務                                                   | 中華民國政府職務 |
| ---------------- | ------------------------------------------------------------------ | ---------------- |
| 行政院           |                                                                    |                  |
| 前任： 張隆盛    | 行政院環境保護署署長 第四任 1996年6月10日－2000年5月20日           | 繼任： 林俊義    |
| 前任： 陳添枝    | 行政院經濟建設委員會主任委員 第十三任 2009年9月10日－2010年5月19日 | 繼任： 劉憶如    |
| 台灣省政府       |                                                                    |                  |
| 前任： 林錫耀    | 臺灣省政府主席 第二十任 2008年5月20日－2009年9月10日               | 繼任： 張進福    |